# Beloniscus bicornis
"Beloniscus bicornis" was wen alternatieve spelling voor een soort hooiwagen in sommige online bronnen, maar blijkbaar niet overgenomen in taxonomische publicaties. Technisch gezien is het een spelfout van Beloniscus biconus Roewer, 1926.
Deze latere spelling kan als technisch onjuist worden beschouwd (spellingvariant).